# Prosteköp naturreservat
Prosteköp är ett naturreservat i Ljungby kommun i Kronobergs län.
Reservatet är 22 hektar stort och består av naturskog och våtmark. Det bildades 2002 och ligger 3 kilometer väster om Lidhult vid Transjöns östra strand. 

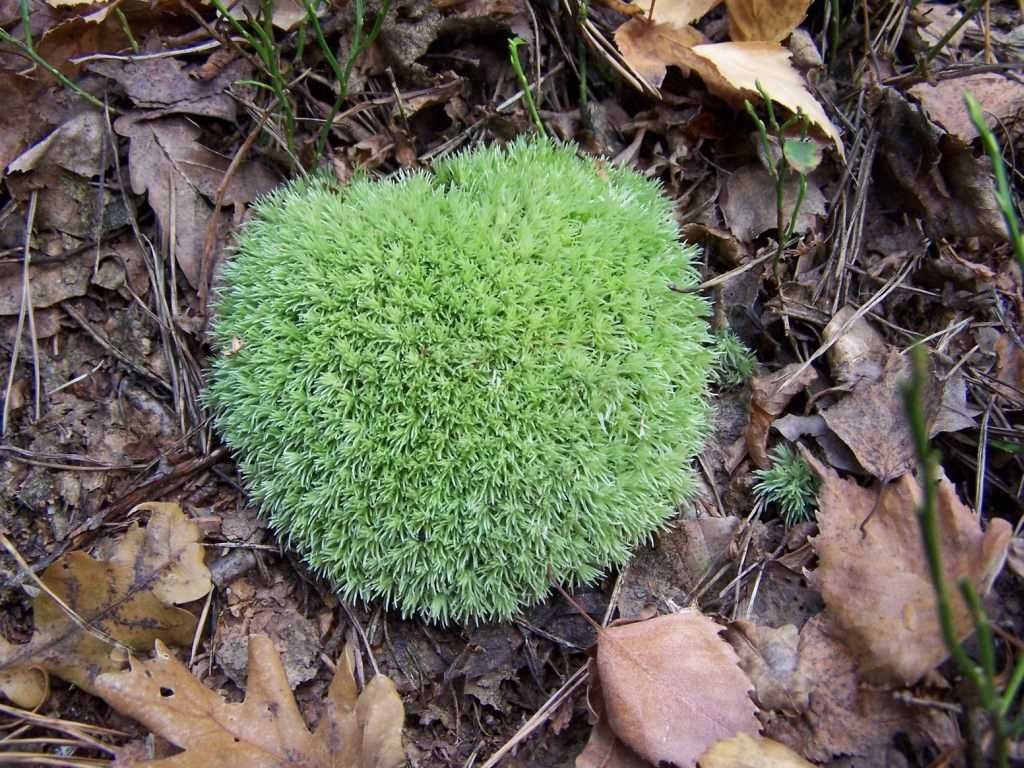
Blåmossa

Inom området finns värdefulla bitotper och arter. Där finns blöta kärr och skogklädda moränkullar. Skogen domineras av tall. Flera branter finns ner mot sjön. Området är svårtillgängligt. Av alla arter som finns kan praktfläta, vågig sidenmossa (Plagiothecium undulatum), gammelgranslav och blåmossa nämnas.